# Help! (album)
Vous lisez un « article de qualité » labellisé en 2011.
Pour les articles homonymes, voir Help.
Albums de The Beatles
Beatles for Sale
(1964) Rubber Soul
(1965)
Albums nord-américains des Beatles
Beatles VI
(1965) Rubber Soul
(1965)
Singles
1. Ticket to Ride/Yes It Is
Sortie : 9 avril 1965
2. Help!/I'm Down
Sortie : 23 juillet 1965

Help! est le cinquième album des Beatles, paru le 6 août 1965 au Royaume-Uni, et une semaine plus tard aux États-Unis. Il est préparé dans le cadre du film éponyme, le deuxième mettant en vedette le groupe. Ils l'enregistrent au cours de plusieurs sessions réparties entre les concerts et les tournages, entre février et juin 1965. Ils se tournent de plus en plus vers le travail en studio, y répétant directement les nouveaux titres en les enregistrant, multipliant les overdubs, approchant de nouveaux sons et de nouveaux instruments sur le chemin qui mène, plus tard dans l'année, à Rubber Soul, étape majeure de leur carrière discographique.
Avec cet album, les Beatles entrent de plain-pied dans la musique pop. La face A de Help! comprend les chansons composées pour le film, notamment la chanson éponyme et Ticket to Ride, parues en single. L'autre face contient pour sa part sept chansons absentes du long-métrage, dont les deux dernières reprises officiellement mises en boîte par le groupe, et Yesterday, enregistrée par Paul McCartney, seul avec sa guitare et un quatuor à cordes, produisant un des plus grands succès de l'histoire de la musique.
L'album connaît un important succès critique et commercial, trônant neuf semaines en tête des hit-parades britanniques, après y être entré directement à la première place le jour de sa publication, avant de se maintenir 41 semaines dans les classements. La version publiée aux États-Unis qui atteindra la position de tête durant 9 semaines, mais désapprouvée par les Beatles, est nettement différente ; elle ne comprend en effet que les chansons de la face A, intercalées entre des morceaux instrumentaux issus du film. Les autres chansons de l'album britannique se retrouvent sur les albums américains Beatles VI, Rubber Soul et Yesterday and Today. Les titres de Help! sont donc répartis sur quatre disques, qui sont autant de no 1 sur le marché américain.
Cet album prend le nom « Chansons du film Help! » en France. À partir de ce disque, Odeon, le label français associée à EMI, gardera les mêmes titres et pochettes que les éditions britanniques.

## Historique

### Contexte

Les Beatles dans une séquence du film Help!.

À la suite du succès de leur premier film, A Hard Day's Night, les Beatles se voient invités à en tourner un deuxième (cette fois, en couleur) au début de l'année 1965. Le titre Help séduit le réalisateur Richard Lester dès le début du projet, mais le nom étant déjà déposé, il doit réfléchir à d'autres options. Le titre Beatles II est ainsi envisagé, avant de se tourner vers Eight Arms to Hold You (« Huit bras pour t'enlacer »), en référence à la statue de la déesse Kâlî visible dès les premières images du film. Cependant, le groupe s'oppose énergiquement à cette idée, jurant que la composition d'une chanson avec un tel titre est impossible. Finalement, c'est le titre Help! avec un point d'exclamation, pour détourner le titre original protégé, qui s'impose. Dans l'optique du tournage, qui doit commencer à la fin de février 1965, les Fab Four sont invités à composer plusieurs chansons destinées à rythmer le film. Celles-ci sont pourtant écrites sans même que le groupe ait lu le scénario. Le travail de composition et l'enregistrement de l'album se déroulent durant les premiers mois de l'année 1965, au milieu du tournage et donc entre les voyages du groupe aux Bahamas, en Autriche et à travers le Royaume-Uni pour les besoins des différentes scènes.
À cette époque, les Beatles commencent à se lasser de la « Beatlemania », nom attribué à la folie fanatique qui gravite autour du groupe depuis 1963. Ainsi, dans leurs interviews, ils reconnaissent parfois se comporter sèchement avec les fans. Le programme de tournées s'allège quelque peu par rapport aux deux années précédentes : pour l'essentiel, quelques prestations à Londres en janvier, une visite de l'Europe passant par la France, l'Italie et l'Espagne à la fin de juin et au début de juillet, avant la deuxième tournée des États-Unis en août, pour finir par les ultimes concerts de leur carrière au Royaume-Uni, en décembre.

« Ce phénomène Beatles allait au-delà de tout entendement. Je mangeais et je buvais comme un porc. J'étais dans ma période « Elvis gros », dégoûté de moi-même, et dans mon subconscient, j'appelais au secours. »

— John Lennon
Les chansons composées par le groupe marquent de plus en plus leurs inquiétudes et sentiments, et s'éloignent de la légèreté de leurs premières compositions, une tendance déjà visible sur certains titres de leur album précédent, Beatles for Sale.

« L'écriture pour la majeure partie des chansons s'est déroulée chez John, dans sa maison de Weybridge. Pour A Hard Day's Night, John allait chez lui et revenait avec des tas de choses, mais pour Help!, on s'est réunis et on a écrit ensemble. »

— Paul McCartney
C'est également une époque où les Beatles consomment de plus en plus de marijuana, depuis que Bob Dylan les y a initiés lors de leur tournée aux États-Unis, à l'été 1964. John Lennon va jusqu'à parler du début de leur « période herbe », et déclare que de très nombreuses scènes tournées pour le film ont dû être détruites, en raison de leurs fréquents accès de fous rires.

« On a fumé une quantité diabolique d'herbe pendant le tournage du film. C'était génial. Ça rendait les choses encore plus rigolotes. »

— Ringo Starr
Par ailleurs, c'est durant la réalisation de cet album, et le tournage du film, que George Harrison découvre la musique et les instruments indiens.

« On s'est trouvés pour la première fois en contact avec quelque chose ayant un rapport avec l'Inde. Il y avait un passage bizarre sur un Indien et cette secte qui possédait la bague et se livrait à des sacrifices, et dans un coin du plateau, il y avait des sitars et des trucs : c'était l'orchestre indien qui jouait dans le fond, et George le regardait. »

— John Lennon
Aux Bahamas, les Beatles se voient également remettre un livre sur le yoga, par un « petit Yogi qui s'est précipité sur nous », explique Lennon. « Je suppose que c'est là que tout a commencé pour moi », ajoute Harrison. Au cours des trois années à venir, le guitariste soliste des Beatles va donc introduire la musique, les instruments et la spiritualité indienne dans leur univers musical.

### Enregistrement

#### Février 1965

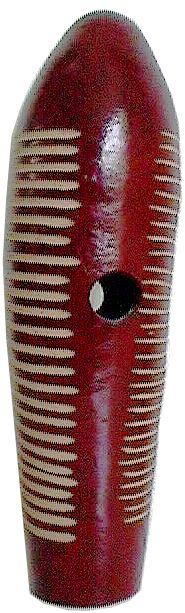
Plusieurs instruments nouveaux font leur apparition sur Help! comme le güiro.

Les studios EMI commencent à devenir le refuge du groupe, et c'est le début d'une ère où le travail d'enregistrement évolue. Les possibilités de l'enregistrement multipiste sont de plus en plus exploitées, et leur intérêt dans les techniques de production grandit. Les codes stricts du rock 'n' roll sont peu à peu abandonnés au profit d'une plus grande expérimentation musicale ; pour la première fois, un arrangement joué par des instruments classiques (en l'occurrence, un quatuor à cordes) est entendu sur une des chansons des Beatles, Yesterday. Par ailleurs, les jeunes musiciens britanniques sont parmi les premiers en Europe à disposer personnellement de magnétophones à cassettes. Ils peuvent ainsi systématiquement faire des copies des enregistrements après chaque session pour réécouter les titres avant d'éventuellement les retravailler.
Le 15 février 1965, les Beatles se mettent au travail sur l'album. La façon de procéder encore de mise quelques mois plus tôt pour Beatles for Sale, c'est-à-dire jouer live dans le studio (instruments et voix ensemble), recommencer plusieurs fois et ajouter éventuellement un ou deux overdubs, appartient déjà au passé. En regardant les photos du groupe en studio jusqu'en 1965, on les voit rarement avec des casques sur les oreilles, puisque presque tout est fait en direct. À partir de cette nouvelle année, c'est l'inverse qui se produit. Tout d'abord, John, Paul, George et Ringo répètent les morceaux, en les enregistrant pour disposer d'un matériel de base sur lequel s'appuyer. Ensuite, ils mettent en boîte une section rythmique (comprenant typiquement les guitares, la basse et la batterie, plus un chant « témoin »), à partir de laquelle ils empilent les enregistrements, additionnant les couches d'instruments, de voix et de chœurs sur les quatre pistes disponibles du magnétophone, en enregistrant aux endroits voulus.
Ainsi, sur Ticket to Ride, la première chanson enregistrée pour l'album, Paul McCartney joue aussi bien de la basse que de la guitare électrique (y compris les arpèges d'introduction), alors que George Harrison ajoute une partie de guitare à douze cordes. John Lennon enregistre sa guitare et un tambourin, Ringo Starr, sa batterie, tandis que les chœurs sont ajoutés à la piste de base. La chanson suivante, Another Girl, est enregistrée en une seule prise, mais Harrison enregistre une dizaine d'overdubs à la guitare pour le final. Ces essais sont finalement rejetés, et McCartney refait le travail lui-même le lendemain. La soirée se termine avec l'enregistrement de I Need You de George, qui utilise notamment une pédale de volume pour sa guitare.
La seule chanson réellement enregistrée le 16 février est Yes It Is, une ballade de Lennon chantée à trois voix (en direct, et durant trois heures pour d'innombrables prises), pour laquelle la pédale de volume utilisée par George Harrison prend encore une place importante. Cependant, elle n'est reprise ni dans le film, ni sur l'album, et est reléguée en face B de Ticket to Ride, paru en single. Le lendemain, le groupe met rapidement en boîte les très pop The Night Before, de McCartney, et You Like Me Too Much, de Harrison. De nouveaux instruments font leur apparition sur ces pistes : du piano électrique joué par John Lennon sur les deux chansons, et une partie sur grand piano à queue Stenway (par McCartney et George Martin) pour You Like Me Too Much. Paul et George procèdent aux doublages de leur chant principal sur leurs chansons respectives.
Le 18 février, pour l'enregistrement de la chanson d'un John Lennon très inspiré par Bob Dylan, You've Got to Hide Your Love Away, un musicien extérieur est pour la première fois amené à jouer dans le studio no 2 sur un titre des Beatles : le flûtiste John Scott qui additionne deux parties de flûtes alto et ténor. John et Paul ont composé une chanson pour Ringo Starr, If You've Got Trouble, qui est mise en boîte ce jour-là, mais reste inédite jusqu'à la série Anthology dans les années 1990. Tell Me What You See est également enregistrée, avec des overdubs de piano électrique joué par Paul McCarney, et du güiro, raclé par Ringo Starr. Pour la cinquième journée consécutive de studio, le 19 février, le groupe se concentre sur You're Going to Lose That Girl, une ballade rock signée John Lennon, agrémentée d'harmonies à trois voix, enregistrée en deux prises, et qui donne lieu à une scène du film où on les voit jouer la chanson en studio, et qui s'achève d'une façon particulièrement comique.
Entre le 15 et le 20 février, les Beatles enregistrent onze titres en tout avant de s'envoler pour les Bahamas, où débute le tournage de leur deuxième long-métrage. La dernière chanson enregistrée est That Means a Lot, qui, tout comme If You've Got Trouble, va rester inédite durant les 31 années à venir avant d'être placée sur le disque Anthology 2. Le groupe part dans l'archipel des Caraïbes avec des copies de ces chansons pour décider de leur destin (pour le film, pour l'album, pour les deux, ou pour être rejetées).

#### Sessions de printemps
Les Fab Four effectuent un passage aux studios le 13 avril 1965 pour enregistrer le titre-phare de John Lennon, Help!. Quatre jours plus tôt, Ticket to Ride est sorti en single, et devient un succès mondial. Help!, rapidement composée à partir de ce seul titre et de son point d'exclamation, est tout aussi rapidement couchée sur bande. Piste rythmique d'abord, chant et chœurs ensuite, avant que George Harrison n'ajoute les arpèges de guitare à douze cordes qui caractérisent ce hit international. Le 10 mai, les Beatles s'offrent une petite récréation en jouant live dans le studio no 2 deux standards rock 'n' roll de Larry Williams : Bad Boy et Dizzy Miss Lizzy. Le premier titre est destiné au marché américain et à l'album Beatles VI. Le second est une des deux reprises de l'album, et la dernière officiellement publiée par les Beatles.
Le 14 juin 1965 est la journée de Paul McCartney ; trois de ses chansons à caractère fort différent sont enregistrées en ce lundi de la fin du printemps, dont sans doute sa plus célèbre, Yesterday. George Martin le convainc de faire intervenir un quatuor à cordes pour accompagner sa guitare acoustique. Le compositeur n'a qu'une exigence : « Pas de vibrato ! Je ne veux pas de vibrato! » Martin et McCartney composent la partition ensemble, dont l'exécution s'avère difficile pour les quatre musiciens classiques qui la jouent. Si McCartney enregistre seul cette chanson (une première dans l'histoire du groupe), la légende qui veut qu'il ait également été seul dans le studio ne résiste pas à l'écoute des bandes originales : tous ses camarades sont bien présents à ses côtés durant la réalisation de cette chanson appelée à devenir un des plus grands succès de la musique populaire au XXe siècle. Durant la même session, et à l'opposé de Yesterday, c'est l'énergique rock I'm Down qui est enregistrée, avec une vigoureuse partie vocale de Paul, de l'orgue Farfisa joué par Lennon, guitares, batterie, bongos et chœurs. Ce titre ira en face B du single Help!. La journée avait débuté avec I've Just Seen a Face, à dominante folk, enregistrée en six prises avec deux guitares acoustiques et un overdub de maracas.
Reste enfin, le 15 juin dans l'après-midi, à enregistrer une autre ballade acoustique de John Lennon, It's Only Love, et à mettre en boîte deux jours plus tard Act Naturally, la traditionnelle « chanson de Ringo » du disque, choisie d'une part parce qu'à ce point, en raison du rejet de If You've Got Trouble, le batteur n'avait aucun titre à chanter, et d'autre part, car cette composition de Buck Owens correspond bien à son goût prononcé pour le country et western américain. C'est d'ailleurs dans cet esprit que Paul McCartney harmonise le chant de son partenaire. Pour finir, une dernière composition du tandem Lennon/McCartney est enregistrée, pour finalement être écartée de la liste des titres de l'album. Il s'agit de Wait, dont la piste de base mise sur bande ce jour-là est réutilisée et complétée le 11 novembre 1965, au dernier jour des sessions de l'album suivant, Rubber Soul, alors que les Beatles ont besoin d'un quatorzième titre pour compléter leur sixième album britannique.
Le 18 juin 1965, l'ensemble des titres est mixé en mono, le format prédominant à cette époque, par George Martin et Norman Smith assistés de Phil McDonald.

## Caractéristiques artistiques

### Analyse des chansons
Help!, paru au milieu de 1965, marque la fin de la première période musicale des Beatles, après le rock 'n' roll et la musique beat des quatre premiers albums, et avant le tournant majeur dans l'exploration artistique que constitue Rubber Soul, conçu plus tard cette même année. Le fait que ces deux albums très différents soient enregistrés à seulement quelques mois d'écart donne une bonne idée de la vitesse d'évolution du groupe. Les Fab Four entament déjà leur évolution vers de nouveaux sommets avec Help!, qui est composé d'une vaste sélection de différents genres musicaux.

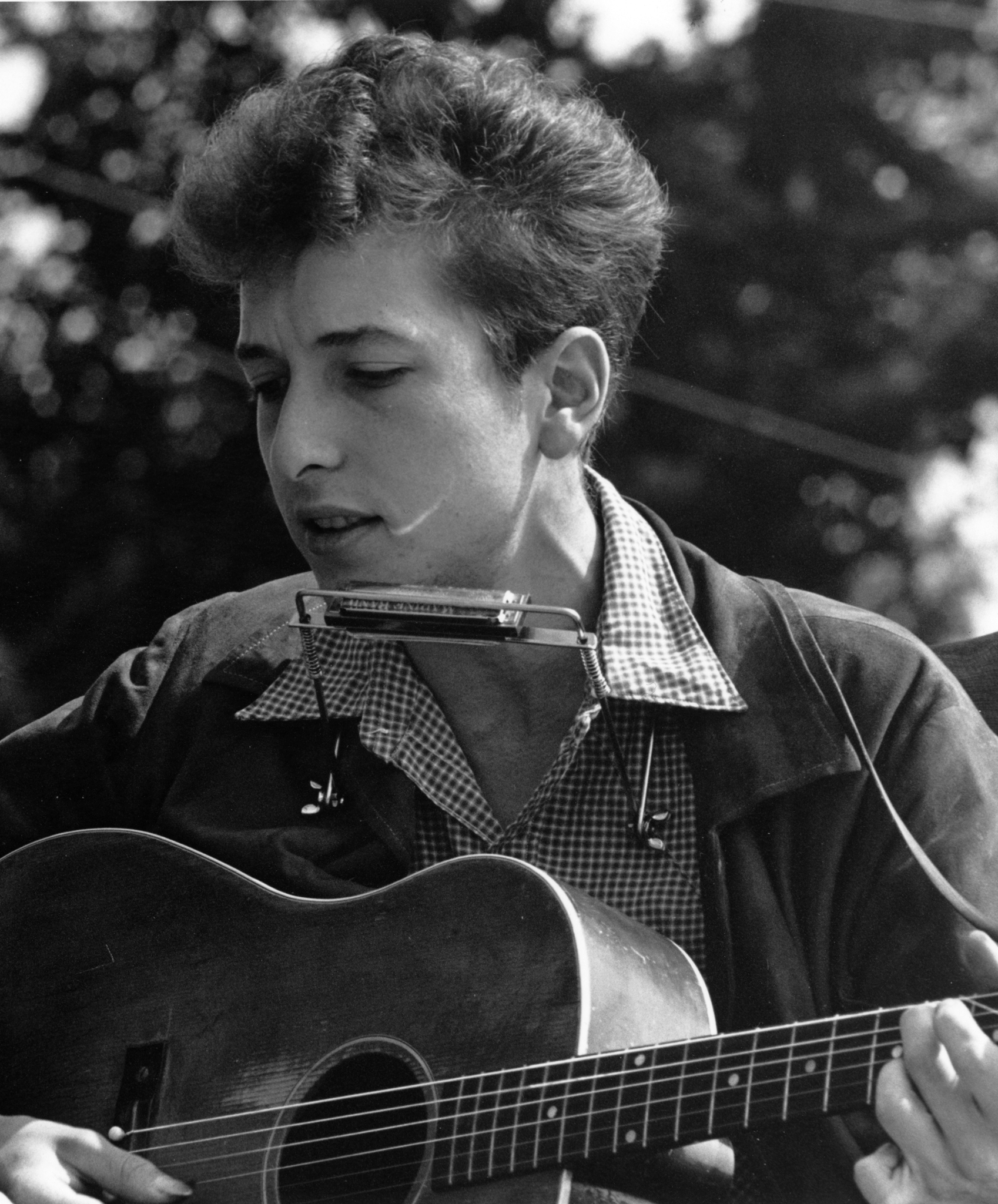
Sur Help!, les Beatles tirent leur inspiration de plusieurs styles et artistes. Bob Dylan a ainsi inspiré Lennon sur You've Got to Hide Your Love Away.

L'album ouvre avec un succès international : Help!. Cette chanson reste une des préférées de John Lennon en ce qui concerne sa période Beatles, pour son authenticité. Mais le compositeur, aidé par Paul McCartney dans sa conception, regrette dans le même temps son tempo et son ambiance primesautière, alors qu'il l'aurait vue jouée bien plus lentement. George Harrison relance chaque couplet avec des arpèges de guitare qui donnent une couleur particulière au morceau.

« La folie Beatles dépassait l'entendement. Nous fumions de la marijuana au petit-déjeuner. Nous étions vraiment là-dedans et personne ne pouvait communiquer avec nous, car nous étions dans notre propre monde, yeux vitreux et ricanant tout le temps. C'était ça, la chanson Help!. »

— John Lennon en 1980, à propos de son appel au secours, incompris du public à l'époque
La majorité des morceaux utilisés dans le film, comme The Night Before, I Need You ou Another Girl, sont assurément pop, dans la veine de ce que le groupe fait depuis ses débuts : le spécialiste Mark Herstgaard les définit comme « des productions banales et efficaces, qui plaisent tout de suite au public ». Les paroles de celles-ci parlent encore beaucoup d'amour, mais commencent à révéler, encore inconsciemment, les propres sentiments de leurs auteurs.

« C'était évident, si l'on regardait sous la surface ; tout était dit. Le ressentiment ou l'amour ou la haine, tout transparaissait dans nos chansons. »

— John Lennon
Le groupe explore aussi le territoire folk, avec des titres comme I've Just Seen a Face de Paul McCartney et You've Got to Hide Your Love Away de John Lennon. La première chanson, typique des productions de McCartney, a un rythme enlevé et une atmosphère légère, qui invite l'auditeur à la reprendre en chœur. Son introduction à la guitare et le solo au milieu du morceau lui donnent « une sophistication rare dans ce type d'œuvres ». Dans la seconde chanson, Lennon rend compte de l'influence de plus en plus marquée de Bob Dylan sur ses propres compositions. Il parle de son humeur dépressive, et se décrit face à un mur, la tête dans les mains, partout les gens le regardent, il les voit se moquer de lui.
Ticket to Ride, l'un des moments forts de l'album et du film, est principalement de John Lennon, mais les idées de McCartney emmènent la chanson à un autre niveau. Mélange de pop et de rock au rythme lourd, le morceau doit son originalité aux deux idées apportées par le bassiste : son riff de guitare brillant, la basse insistante, et la batterie qui établissent son tempo hésitant, et qui font dire à Lennon qu'il est un des premiers morceaux heavy metal,.
La traditionnelle « chanson de Ringo » pour cet album, Act Naturally, est une chansonnette typiquement country. Il s'agit également de l'une des dernières reprises des Beatles sur un de leurs albums, avec le rock 'n' roll survolté qu'est Dizzy Miss Lizzy. À partir de Rubber Soul jusqu'au dernier album, Abbey Road, le groupe n'enregistre plus que des compositions originales.
L'avant-dernière plage de l'album est Yesterday, qui devient un des plus grands succès du groupe, mais aussi de l'histoire de la musique populaire du XXe siècle. Toutefois, les Beatles ne la sortent pas en single sur le marché britannique, en pensant qu'« elle ne correspondait pas à [leur] image ». Écrite par Paul McCartney, qui s'est un moment demandé si la mélodie était bien de lui, tant elle paraît évidente, Yesterday est l'un des exemples les plus frappants de l'évolution musicale des Fab Four : c'est la première chanson sur laquelle un seul Beatle est présent, et aussi la première à inclure une instrumentation classique, avec l'arrangement que concoctent George Martin et l'auteur de la chanson pour un quatuor à cordes. Cette intrusion philharmonique dans la musique des Beatles ouvre ainsi la porte à de nombreuses réalisations futures du groupe.

### Version de Capitol Records
Aux États-Unis, Capitol Records publie une version largement différente du Help! original, remplaçant les chansons absentes de ce film par d'autres morceaux issus de sa bande originale orchestrale comme l'avait fait la United Artists pour la trame sonore précédente. Lors de la production de ce premier film, la relation tendue entre son réalisateur, Richard Lester, et le producteur du groupe, George Martin, fait en sorte que cette fois, la tâche de produire ces pièces instrumentales revient à Ken Thorne. Avec son orchestre, il enregistre des compositions originales et des reprises de chansons des Beatles avec de nouveaux arrangements. La chanson Help! est précédée d'un pastiche du célèbre James Bond Theme, originellement écrit par Monty Norman, qui deviendra intrinsèque à ce tube en Amérique, bien qu'absent sur le 45 tours, on l'entend sur la compilation The Beatles 1962–1966. Lorsque le temps est venu de finaliser l'album, Dave Dexter Jr., le producteur de Capitol, donne un titre à chacune des pièces instrumentales. Le morceau From Me to You Fantasy est une version orchestrale très lente de From Me to You tandis que Another Hard Day's Night est une suite des chansons A Hard Day's Night, Can't Buy Me Love et I Should Have Known Better, jouée avec des instruments indiens, entendue dans la scène du restaurant. C'est d'ailleurs pendant le tournage de cette scène que George Harrison découvre la musique indienne, et le sitar en particulier, composantes qui font ensuite partie intégrante de plusieurs chansons des Beatles, et ce, dès l'album suivant, Rubber Soul. L'instrumental The Chase qui clos l'album utilise aussi de l'instrumentation indienne. On y entend deux autres titres de musique orchestrale : une version presque méconnaissable de You Can't Do That qui est greffée à The Bitter End et In the Tyrol sur lequel on entend un extrait du prélude de l'acte III de l'opéra Lohengrin de Richard Wagner. Pour la chanson You're Going to Lose That Girl, on utilise la graphie You're Gonna Lose That Girl dans la liste des titres sur la pochette mais maintient le titre d'origine sur l'étiquette du disque.

### Pochettes
La pochette de Help! représente les Beatles avec les bras positionnés pour former des lettres en sémaphore. La séance de photos s'est déroulée dans les studios Twickenham, le groupe posant sur des plateformes devant un fond blanc. Les tenues qu'ils portent sont celles dans lesquelles on les voit dans le village autrichien d'Obertauern, où ont été tournées les scènes de ski du film. La photo est signée Robert Freeman, déjà auteur de la photo en couleur de la pochette de leur précédent album, Beatles for Sale.

« C'était un décor très simple, très visuel. Mais je pensais que cette pochette aurait plus d'impact avec les Beatles dans cet espace blanc sans lettrage. J'avais l'idée de leur faire former les lettres H–E–L–P. Mais au moment de faire la photo, la position de leurs bras n'avait pas un aspect satisfaisant. Nous avons donc décidé d'improviser, et avons achevé le travail avec la meilleure position graphique possible. »

— Robert Freeman,
Sur la pochette de l'édition originale britannique, éditée par le label Parlophone, les lettres formées dans l'ordre par George Harrison, John Lennon, Paul McCartney et Ringo Starr apparaissent ainsi comme N–U–J–V. Pour le dos de la pochette, le photographe a pris quatre portraits monochromes des membres du groupe, pour rappeler le style des pochettes des disques de jazz.
Sur la pochette américaine, Starr est déplacé entre Harrison et Lennon, ce qui donne N–V–U–J. Une photo couleur du groupe sur une plage des Bahamas, prise lors du tournage, orne le dos de l'album et cette pochette s'ouvre pour permettre l'inclusion d'un texte et de huit autres photos.

## Parution et réception
La version britannique de Help! sort le 6 août 1965 tandis que la version américaine sort une semaine plus tard, le 13 août. Les morceaux éliminées de cette version sont répartis sur trois autres albums de la discographie américaine du groupe, Beatles VI, Rubber Soul et Yesterday and Today. Ces changements, habituels aux États-Unis, sont très peu appréciés par le groupe, qui les dénonce en conférence de presse. Paul McCartney explique : « C'est la barbe… Nous concevons un album comme une entité complète et aimons qu'il apparaisse comme tel », tandis que John Lennon déclare : « Nous le planifions et ils [Capitol Records] le bousillent. » Les chansons parues sur l'album ne sont cependant pas toutes inédites puisque Ticket to Ride était déjà sorti en face A d'un single le 9 avril précédent au Royaume-Uni et 10 jours plus tard aux États-Unis, suivi par Help! le 19 juillet en Amérique et quatre jours plus tard en Angleterre. En ce qui concerne leurs faces B respectives, elles ne seront pas publiées en format 33 tours en Angleterre mais Yes It Is se retrouvera sur l'album américain Beatles VI et I'm Down ne paraîtra qu'en 1976, en version stéréo, sur la compilation Rock 'n' Roll Music publiée Capitol. Un troisième single, Yesterday/Act Naturally, sort le 13 septembre 1965 uniquement aux États-Unis,.
Les critiques se montrent favorables envers la version originale de Help!, qui est considérée comme une transition entre le rock pur des premiers albums et une musique plus innovante, ce qui est confirmé de manière éclatante quelques mois plus tard avec Rubber Soul. Richie Unterburger, d'AllMusic, tout en lui décernant cinq étoiles, trouve que l'album a les mêmes faiblesses que son prédécesseur, Beatles for Sale, notamment la présence de reprises, mais considère que ces défauts n'en sont pas, puisque les deux choix de reprises s'adaptent bien à leurs interprètes. Cependant, d'autres, comme les journalistes Daniel Ichbiah et Tom Ewing, considèrent que l'ultime chanson de l'album, Dizzy Miss Lizzy, gâche l'atmosphère posée par Yesterday et semble anachronique, comme un vestige du passé rock du groupe. L'album n'en reste pas moins, selon ces mêmes critiques, de très bonne tenue,. Enfin, le magazine Rolling Stone classe Help! 332e sur les 500 meilleurs albums de tous les temps.
Le cinquième disque des Beatles se classe no 1 des deux côtés de l'Atlantique. Il conserve sa place neuf semaines durant au Royaume-Uni, et trois semaines aux États-Unis. Par ailleurs, plusieurs chansons de l'album font partie des plus célèbres et diffusées du groupe : Help! est considérée dès 1965 par Lennon comme une des meilleures chansons des Beatles et Ticket to Ride, no 1 à sa sortie en single, est également un des plus grands succès des Fab Four. C'est cependant Yesterday, sortie à l'époque en single seulement aux États-Unis, qui récolte les honneurs : durant les huit années qui suivent, elle reste la chanson la plus diffusée par les radios à travers le monde, et est l'objet de milliers de reprises. En France, l'album s'est vendu à 386 100 exemplaires selon les estimations.

## Liste des chansons

### Édition britannique
Toutes les chansons sont écrites et composées par John Lennon et Paul McCartney, sauf mention contraire. L'interprète original est entre parenthèses.
| 1. | Help!                             |                 | John Lennon     | 2:20 |
| 2. | The Night Before                  |                 | Paul McCartney  | 2:35 |
| 3. | You've Got to Hide Your Love Away |                 | John Lennon     | 2:09 |
| 4. | I Need You                        | George Harrison | George Harrison | 2:29 |
| 5. | Another Girl                      |                 | Paul McCartney  | 2:05 |
| 6. | You're Going to Lose That Girl    |                 | John Lennon     | 2:19 |
| 7. | Ticket to Ride                    |                 | John Lennon     | 3:10 |

| 8.  | Act Naturally (Buck Owens)        | Johnny Russell, Voni Morrison | Ringo Starr                 | 2:30 |
| 9.  | It's Only Love                    |                               | John Lennon                 | 1:57 |
| 10. | You Like Me Too Much              | George Harrison               | George Harrison             | 2:37 |
| 11. | Tell Me What You See              |                               | John Lennon, Paul McCartney | 2:38 |
| 12. | I've Just Seen a Face             |                               | Paul McCartney              | 2:05 |
| 13. | Yesterday                         |                               | Paul McCartney              | 2:06 |
| 14. | Dizzy Miss Lizzy (Larry Williams) | Larry Williams                | John Lennon                 | 2:57 |

#### Vidéoclips (DVD)
1. Ticket to Ride (Official Video) - 3:03
2. Help! (Official Video) - 2:20

### Édition américaine:Help! - Original Motion Picture Soundtrack
| 1. | Intro/Help!                       | Ken Thorne/John Lennon, Paul McCartney | Instrumental/John Lennon | 2:34 |
| 2. | The Night Before                  | Lennon/McCartney                       | Paul McCartney           | 2:35 |
| 3. | From Me to You Fantasy            | Lennon/McCartney, arr. Thorne          | Instrumental             | 2:06 |
| 4. | You've Got to Hide Your Love Away | Lennon/McCartney                       | John Lennon              | 2:09 |
| 5. | I Need You                        | George Harrison                        | George Harrison          | 2:29 |
| 6. | In the Tyrol                      | Thorne                                 | Instrumental             | 2:22 |

| 7.  | Another Girl                      | Lennon/McCartney                      | Paul McCartney | 2:05 |
| 8.  | Another Hard Day's Night          | Lennon/McCartney, arr. Thorne         | Instrumental   | 2:29 |
| 9.  | Ticket to Ride                    | Lennon/McCartney                      | John Lennon    | 3:05 |
| 10. | The Bitter End/ You Can't Do That | Thorne/ Lennon/McCartney, arr. Thorne | Instrumental   | 2:22 |
| 11. | You're Gonna Lose That Girl [sic] | Lennon/McCartney                      | John Lennon    | 2:17 |
| 12. | The Chase                         | Thorne                                | Instrumental   | 2:26 |

#### Rééditions
Cette version du disque a été rééditée en CD le 11 avril 2006, avec les mixages effectués à l'époque par Capitol Records, dans la collection The Capitol Albums Volume 2 et, en janvier 2014, cette fois avec les mixages de la réédition de 2009, dans la collection The U.S. Albums.

## Fiche de production

### Interprètes
The Beatles
- John Lennon : guitare acoustique, guitare électrique, piano électrique, orgue Hammond, tambourin, chant
- Paul McCartney : basse, guitare acoustique, guitare électrique, piano, piano électrique, güiro, chant
- George Harrison : guitare électrique, guitare acoustique, tambourin, chant
- Ringo Starr : batterie, percussions, chant

Musiciens additionnels
- George Martin : piano
- John Scott : flûte en sol et flûte traversière (sur You've Got to Hide Your Love Away)[45]
- Quatuor à cordes (sur Yesterday)
  - Tony Gilbert : violon
  - Sidney Sax : violon
  - Francisco Gabarro : violoncelle
  - Kenneth Essex : alto

### Équipe technique
- George Martin : production, mixage, arrangements
- Norman Smith : ingénieur du son, mixage
- Jerry Boys :  assistant ingénieur
- Malcolm Davies : assistant ingénieur
- Phil McDonald : assistant ingénieur
- Ron Pender : assistant ingénieur
- Ken Scott : assistant ingénieur
- Mike Stone : assistant ingénieur

## Help!The George Martin Orchestra
Bien que le producteur des Beatles n'ait rien à voir avec la bande originale orchestrale du film, le George Martin Orchestra sort tout de même Help! (en) (Colombia - TWO 102) en version easy listening regroupant onze des chansons de l'album, plus sa composition originale Bahama Sound. Une photo couleur de Martin composant à un piano orne la pochette et, au verso, quatre photos du producteur avec les membres des Beatles ou Brian Epstein accompagnent un texte de ce dernier. Le single Yesterday / Another Girl est aussi sorti en 1965 au Royaume Uni (Parlophone – R 5375).
La version américaine de l'album, intitulée George Martin and his Orchestra Play Help! (United Artists Records – UAL 3448), possède la même liste des chansons sauf qu'on utilise les titres provisoires de I've Just Seen a Face, It's Only Love et Yesterday (respectivement Auntie Gin's Theme, That's a Nice Hat et Scrambled Egg) pour identifier ces chansons qui ne sont pas utilisées dans le film mais issues de la face 2 de l'album britannique du groupe. L'inédite Bahama Sound est exclue de cet album mais sera publiée en 1967 en face B de la version américaine du single de Martin, Love in the Open Air. La pochette est illustrée d'une photo des Beatles posant sur les pentes tyroliennes se partageant une longue écharpe rouge et blanche — en réalité deux écharpes nouées bout à bout. Au verso, une photo du producteur accompagne un texte à saveur dithyrambique décrivant sa carrière.